# Martin Wiberg (professor)
Frans Martin Wiberg, född 22 mars 1894 i Uppsala, död 26 januari 1975, var en svensk bergsingenjör och metallograf.
Wiberg tog bergsingenjörsexamen vid KTH 1917 och var från 1940 professor i järnets metallurgi vid samma lärosäte. Han tilldelades Brinellmedaljen 1940 och invaldes 1944 som ledamot av Ingenjörsvetenskapsakademien.